# Jeep Wagoneer S
La Jeep Wagoneer S è un'autovettura elettrica prodotta dalla casa automobilistica statunitense Jeep dal 2024.

## Storia e descrizione
La Wagoneer S è stata presentata nella primavera 2024. È più piccola della Jeep Grand Wagoneer e della Jeep Grand Cherokee.
La potenza è di 600 CV erogata da due motori elettrici. La vettura accelera da 0 a 60 mph in 3,4 secondi. La capacità lorda della batteria è di poco superiore a 100 kWh.
A partire da inizio 2025, la Jeep ha ampliato la gamma della Wagoneer S introducendo un nuovo livello di allestimento Limited, che si unisce alla Launch Edition. La Wagoneer S Limited è dotata di un propulsore elettrico a doppio motore che eroga 500 cavalli (373 kW) e 705 N⋅m di coppia. Sia l'allestimento Limited che quello Launch Edition utilizzano lo stesso layout a due motori e quattro ruote motrici ed entrambi sono dotati dello stesso pacco batteria da 100,5 kWh.